# NGC 4315
NGC 4315 é uma estrela na direção da constelação de Virgo. O objeto foi descoberto pelo astrônomo Wilhelm Tempel em 1878, usando um telescópio refrator com abertura de 11 polegadas.